# Laurene Landon
Laurene Landon Coughlin (17 de marzo de 1957) es una actriz de cine y televisión canadiense, nacida en Toronto, reconocida principalmente por su participación en las películas Maniac Cop, Maniac Cop 2, Hundra, Airplane II: The Sequel y ...All the Marbles con Peter Falk. Tiene ascendencia irlandesa y polaca.

## Filmografía

### Cine y televisión
| Año  | Título original                                           | Personaje                | Observaciones |
| ---- | --------------------------------------------------------- | ------------------------ | ------------- |
| 1979 | Bitter Heritage                                           |                          |               |
| 1979 | Scoring                                                   | Marsha                   |               |
| 1979 | Roller Boogie                                             |                          |               |
| 1981 | ...All the Marbles                                        | Molly                    |               |
| 1981 | Full Moon High                                            |                          |               |
| 1982 | Airplane II: The Sequel                                   | Testa                    |               |
| 1982 | I, the Jury                                               | Velda                    |               |
| 1983 | Hundra                                                    | Hundra                   |               |
| 1984 | Yellow Hair and the Fortress of Gold                      |                          |               |
| 1985 | The Stuff                                                 |                          |               |
| 1986 | Armed Response                                            | Deborah Silverstein      |               |
| 1986 | America 3000                                              | Vena                     |               |
| 1987 | It's Alive III: Island of the Alive                       | Sally                    |               |
| 1988 | Maniac Cop                                                | Teresa Mallory           |               |
| 1989 | Wicked Stepmother                                         | Vanilla                  |               |
| 1989 | A Hollywood Story                                         |                          | Invitada      |
| 1990 | The Ambulance                                             | Patty                    |               |
| 1990 | Maniac Cop 2                                              | Teresa Mallory           |               |
| 2005 | Masters of Horror: Pick Me Up                             | Birdy                    |               |
| 2007 | Stand Up                                                  | Hippie                   |               |
| 2011 | Drive                                                     | Actriz                   |               |
| 2013 | Knife to a Gunfight                                       | Barry                    |               |
| 2014 | Electric Boogaloo: The Wild, Untold Story of Cannon Films | Ella misma               | Documental    |
| 2015 | Hunter                                                    | Mayor Sintel             |               |
| 2015 | Day Out of Days                                           | Anne Malone              |               |
| 2015 | Sky                                                       | Charlene                 |               |
| 2015 | Samurai Cop 2: Deadly Vengeance                           | Detective Higgins        |               |
| 2016 | Enter the Samurai                                         | Ella misma               | Documental    |
| 2017 | Syndicate Smasher                                         | Detective Carol Driscoll |               |
| 2019 | Agramons Gate                                             | Madre de Richie          |               |